# Castlefield
Castlefield is een plaats in het bestuurlijke gebied City of Manchester, in het Engelse graafschap Greater Manchester. 
Hier ligt het Museum of Science and Industry in Manchester, kortweg MOSI.

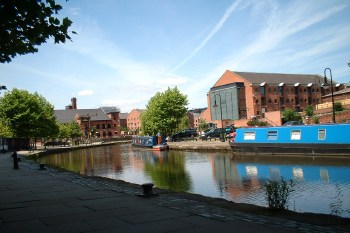
centrum